# Hans Emil Weber
Hans Emil Weber (* 8. März 1882 in Mönchengladbach; † 13. Juni 1950 in Bonn) war ein evangelischer Theologe.

## Leben

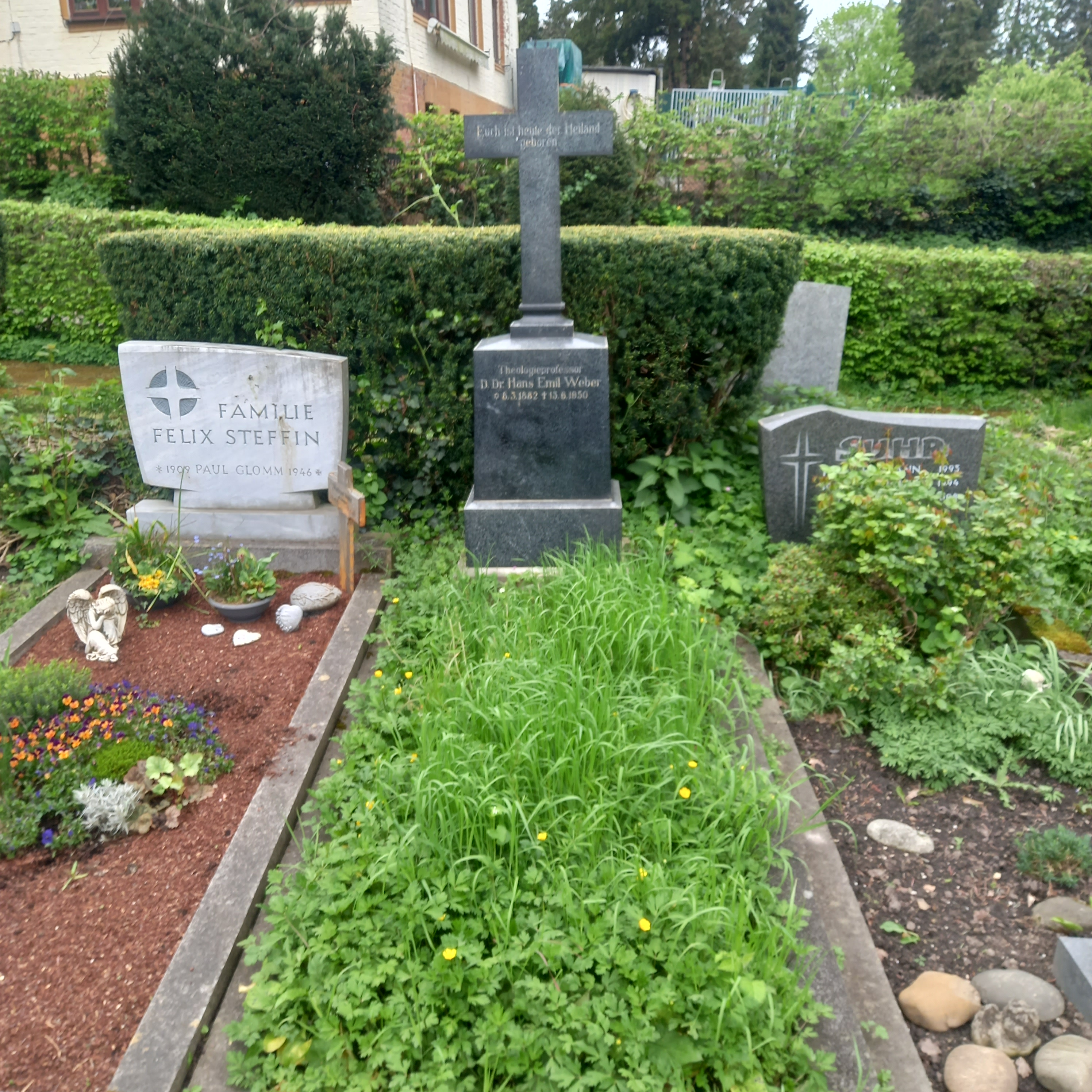
Das Grab von Hans Emil Weber auf dem Poppelsdorfer Friedhof in Bonn

Weber wurde als Sohn des Pfarrers und Sozialreformers Ludwig Weber geboren und besuchte bis 1891 das Gymnasium in seiner Heimatstadt. Er studierte Theologie an den Universitäten Neuchâtel, Bonn, Erlangen und Greifswald. Nach seinem ersten Examen in Koblenz wurde er 1905 in Greifswald zum Lizenziaten. Danach war er bis 1910 Inspektor am Tholuckkonvikt in Halle. Während dieser Zeit wurde er 1907 in Erlangen zum Doktor der Theologie promoviert. Im gleichen Jahr habilitierte er sich in Halle mit einer Arbeit über die analytische Methode der lutherischen Orthodoxie und wurde Lehrbeauftragter für Neues Testament und Theologiegeschichte. 1909 bekam er ehrenhalber das Band des Hallenser Wingolf verliehen. 1912 bekam er eine außerordentliche und 1913 eine ordentliche Professur an der Universität Bonn. Hier lehrte er dann zusätzlich Systematische Theologie. Nun erhielt er auch das Ehrenphilisterband des Bonner Wingolf. Im Ersten Weltkrieg diente Weber bis 1915 als Militärseelsorger und Lazarettpfarrer. Von 1919 bis 1922 war er Mitglied der Deutschnationalen Volkspartei. Während des Kirchenkampfes stand er trotz unterschiedlicher theologischer Positionen an der Seite seines Kollegen Karl Barth und wurde daher an die Universität Münster zwangsversetzt. 1937 wurde Weber auf eigenen Wunsch vorzeitig emeritiert und zog sich nach Geilenkirchen zurück. Nach dem Zweiten Weltkrieg kehrte er auf seinen alten Lehrstuhl in Bonn zurück und wurde 1950 endgültig emeritiert.

## Schriften (Auswahl)
- Die Beziehungen von Röm. 1–3 zur Missionspraxis des Paulus, Gütersloh 1905.
- Die analytische Methode der lutherischen Orthodoxie, Naumburg 1907.
- Der Einfluß der protestantischen Schulphilosophie auf die orthodox-lutherische Dogmatik, Leipzig 1908.
- Historisch-kritische Schriftforschung und Bibelglaube, Gütersloh 21914.
- Das Geisteserbe der Gegenwart und die Theologie, Leipzig 1925.
- Glaube und Mystik, Gütersloh 1927.
- „Eschatologie“ und „Mystik“ im Neuen Testament. Ein Versuch zum Verständnis des Glaubens, Gütersloh 1928.
- Von Recht und Sendung evangelischer Union, Essen 1935.
- Martin Kähler als lutherischer Theologe, in: Luthertum 1936, S. 81 ff. 109 ff.
- Reformation, Orthodoxie und Rationalismus, Teile I–II, Gütersloh 1937–1951.
- mit Ernst Wolf: Begegnung. Theologische Aufsätze zur Frage nach der Una Sancta, München 1941.
- Gesammelte Aufsätze. Mit einem Vorwort von Ernst Bizer, hg. von Ulrich Seeger, München 1965.